# Râul Valea Seacă, Bârlad
Râul Valea Seacă este un curs de apă, afluent al râului Bârlad, izvorăște din proximitatea localității Perieni , traversează orașul Bârlad , apoi trecând prin stația de epurare se revarsă în râul Bârlad . 